# 床丹駅

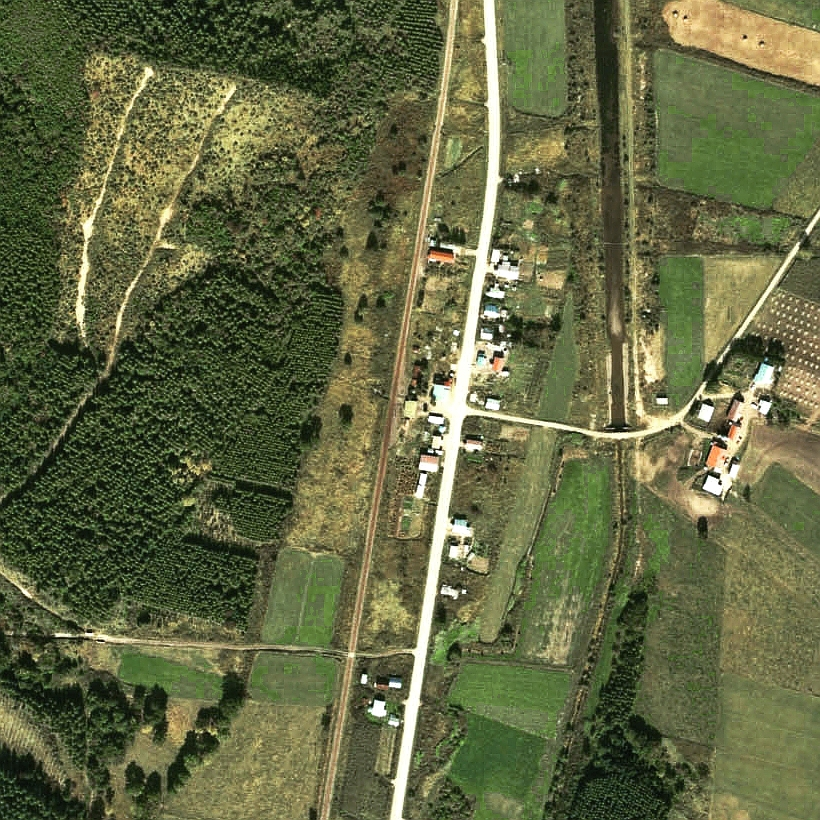
1977年の床丹駅と周囲約500m範囲。下が網走方面。無人化に伴って、島式ホームの駅舎側が撤去され、埋められて棒線化されている。

床丹駅（とこたんえき）は、かつて北海道（網走支庁）常呂郡佐呂間町字若里に設置されていた、日本国有鉄道（国鉄）湧網線の駅（廃駅）である。電報略号はトコ。事務管理コードは▲122403。

## 歴史
- 1936年（昭和11年）10月17日 - 鉄道省湧網西線の計呂地駅 - 中佐呂間駅（後の佐呂間駅）間開通に伴い、一般駅として開業[1]。
- 1949年（昭和24年）6月1日 - 公共企業体である日本国有鉄道に移管。
- 1953年（昭和28年）10月22日 - 中湧別駅 - 網走駅間全通により路線名を湧網線に改称、それに伴い同線の駅となる。
- 1960年（昭和35年）12月1日 - 貨物の取り扱いを廃止[1]。
- 1972年（昭和47年）2月8日 - 荷物の取り扱いを廃止し[3]、同時に無人駅化[4]。
- 1987年（昭和62年）3月20日 - 湧網線の全線廃止に伴い、廃駅となる[1]。

### 駅名の由来
当駅が所在した地、字若里附近を流れる川の名より。アイヌ語由来であるが、「なくなった・村（コタン）」を意味する「トゥコタン（tu-kotan）」、あるいは「沼・村」を意味する「トコタン（to-kotan）」などの説があり、特定しがたい。
後者については、サロマ湖畔にあるために付けられたと考えられる。

## 駅構造
廃止時点で、島式ホーム（片面使用）1面1線を有する地上駅であった。ホームは、線路の東側（網走方面に向かって左側）に存在した。転轍機を持たない棒線駅となっていた。かつては島式ホーム1面2線を有する、列車交換可能な交換駅であった。使われなくなった駅舎側の1線は、交換設備運用廃止後は撤去されたが、ホーム前後の線路は転轍機の名残で湾曲していた。
無人駅となっていたが、有人駅時代の駅舎が残っていた。駅舎は構内の東側に位置し、旧線跡を渡りホームを結ぶ通路で連絡した。無人化後も清掃が行き届いていた。

## 利用状況
乗車人員の推移は以下のとおり。年間の値のみ判明している年については、当該年度の日数で除した値を括弧書きで1日平均欄に示す。乗降人員のみが判明している場合は、1/2した値を括弧書きで記した。
| 年度               | 乗車人員 | 乗車人員 | 出典  | 備考 |
| 年度               | 年間     | 1日平均  | 出典  | 備考 |
| ------------------ | -------- | -------- | ----- | ---- |
| 1978年（昭和53年） |          | 11       | [ 8 ] |      |

## 駅周辺
- 国道238号（オホーツク国道）[9]
- ピラオロ台 - 駅から北東に約4.2km[7]。サロマ湖を見渡す展望台。
- 床丹川[9]
- 佐呂間町ふれあいバス（フリー乗降区間につき停留所はなし）

## 駅跡
2011年（平成23年）時点では、草生した空地に駅跡と線路跡があるのみとなっている。また、以前は駅への取り付け道路入口部分に「床丹」バス停留所が設けられていた。
2017年（平成29年）時点では、駅周辺の線路跡は一部が道路（佐呂間町道若里北幹線道路）へと転用されている。

## 隣の駅
日本国有鉄道
湧網線
計呂地駅 - <浜床丹仮乗降場> - 床丹駅 - <若里仮乗降場> - 佐呂間駅